# Representatieve democratie
Een representatieve, indirecte of vertegenwoordigende democratie is een vorm van overheidsbestuur waarbij een deel van de bevolking die het grondgebied bewoont, medenzeggenschap heeft via een door hen gekozen volksvertegenwoordiging. Er bestaan verschillende stelsels waarin deze vorm van democratie werd en wordt vormgegeven. België en Nederland hebben de staatkundige vorm van een representatieven democratie, elk land met eigen kenmerken. Een representatieve democratie kan worden onderscheiden van een directe democratie, waarin leden van de bevolking zelf politieke besluiten nemen.
Er bestaan wereldwijd en door de eeuwen heen veel verschillende wetenschappelijke, politieke en filosofische theorieën en beschouwingen over doel en functie van een indirecte democratie. In de Nederlandse praktijk bestaat deze er vanaf de Tweede Wereldoorlog veelal uit, er naar te streven compromissen tot stand te brengen tussen verschillende maatschappelijke groepen met soms tegenstrijdige belangen, zienswijzen of voorkeuren. Om tot besluiten te komen geldt bij stemmingen meestal het beginsel van de eenvoudige meerderheid, waarbij de grootste groepering een zeker overwicht zal hebben bij de totstandkoming van een compromis, maar er zal veelal rekening gehouden moeten worden met kleinere groepen omdat men samen in het parlement een meerderheid moet vormen. Vanwege periodieke machtsverschuivingen die bij verkiezingen plaats kunnen vinden, en door het feit dat mensen deel kunnen uitmaken van meerdere groeperingen, zal een zeker evenwicht ontstaan, en wordt voorkomen dat één groepering overheerst.
In aanvulling op de indirecte democratie kennen sommige landen het referendum, wat een vorm is van directe democratie.

## Theorieën over democratie en vertegenwoordiging
Het idee van representatieve democratie werd al besproken en beschreven door denkers en filosofen in oud-Griekse maatschappijen, vanaf ongeveer de achtste eeuw voor de Christelijke jaartelling, zij bedachten het concept van een democratie. In de geschiedenis van België en Nederland werd het ook al eeuwen geleden in de praktijk door volkeren en stammen toegepast. De oudste, belangrijkste, sterkste en/of slimste personen van een stam kwamen regelmatig samen om problemen en vraagstukken te bespreken en over oplossingen te beslissen, vaak onder leiding van een of enkele personen. De besluiten werden door de hele stam gevolgd.
In de middeleeuwen bestond er onder de intelligente elite in Europa een stroming die verlichting wordt genoemd, waar ook over het onderwerp werd gediscussieerd. Sommige denkers van deze stroming stelden dat democratie, in de Atheense zin, in de moderne maatschappij niet mogelijk of zelfs onwenselijk was, om verschillende redenen. Na de Amerikaanse revolutie, toen overlegd werd over het opstellen van een grondwet voor een onafhankele staat, waarschuwde de politicus Madison (1751-1836) voor het verschijnsel dat hij als "dictatuur van de meerderheid" omschreef: het opleggen van de wil van een meerderheid aan een minderheid. Madison pleitte voor een groep van vertegenwoordigers van het volk, die de belangen van het gehele volk zou dienen, in plaats van die van de meerderheid. Het staatsbestel van de Verenigde Staten kwam op deze gedachtegang te rusten.
Voor de Franse filosoof Rousseau gold dat een stelsel van vertegenwoordiging inging tgen wat hij volkssoevereiniteit noemde:
Soevereiniteit laat zich niet vertegenwoordigen, om dezelfde reden als waarom zij ook niet ontvreemd kan worden. Zij bestaat in haar diepste wezen in de algemene wil, en die wil kan niet vertegenwoordigd worden. Zij is het of zelf of het is iets anders. Een tussenweg bestaat niet. [...]
De afgevaardigden van het volk zijn geen vertegenwoordigers en kunnen dat ook niet zijn; het zijn slechts lasthebbers en zij kunnen geen definitieve beslissingen nemen.

Representatieve democratieën in de wereld in 2024 volgens de Amerikaanse NGO Freedom House.

Denkers in de lijn van Rousseau gebruikten daarom doorgaans niet de term representatieve democratie maar maakten onderscheid tussen democratie enerzijds en representatie anderzijds. Een andere Franse denker en politicus, Alexis de Tocqueville, beschreef in de jaren 1830 het op Madisons ideeën geënte Amerikaanse staatsbestel als een democratie, hoewel het de meerderheid van de bevolking uitsloot van kiesrecht.

### Typologie volgens Weber
De Duitse socioloog Max Weber maakte later onderscheid tussen drie vormen van representatieve systemen:
- toegeëigende vertegenwoordiging (appropriierte Repräsentation), zoals de vertegenwoordiging van vrouwen in systemen die geen vrouwenkiesrecht kennen, van lage inkomensklasse in systemen met censuskiesrecht en die van kinderen;
- vrije vertegenwoordiging (freie Repräsentation), waarbij ieder mag stemmen maar de vertegenwoordigers vervolgens een termijn lang vrij zijn om autonoom op te treden (kenmerkend voor eigentijdse parlementaire systemen);
- gebonden vertegenwoordiging (gebundene Repräsentation), waarin de autonomie van de vertegenwoordigers wordt beperkt door maatregelen zoals als de mogelijkheid om nieuwe verkiezingen af te dwingen.

## Vormen
Vormen van representatieve democratieën zijn:
- Parlementair systeem
  - Westminstersysteem
- Presidentieel systeem
- Semipresidentieel systeem
- Constitutioneel systeem

## Onderzoek
Het V-Dem project verzamelt gegevens om het democratisch gehalte van landen in kaart te brengen aan de hand van vijf beginselen: electoraal, liberaal, participatief, deliberatief en egalitair. Op basis hiervan stelt het jaarlijks een rapport en een V-Dem Dataset op.